# Violencia de género en el Chile colonial
La violencia de género en el Chile colonial hace referencia directamente a todo acto de violencia ya sea física, económica o psicológica ejercido sobre las mujeres entre el siglo XVI y el siglo XVIII, en un marco temporal asociado directamente a la colonización de España en América. La violencia física es el mecanismo más utilizado en la dimensión marital afectiva o conyugal en el Chile colonial.

## Contexto
La sociedad colonial es descrita como una sociedad heterogénea, la cual comprende la contención de una serie de culturas y sociedades diversas entre sí. Esta es una sociedad desigual, en la cual las oportunidades económicas y sociales de las personas se ligaban estrechamente a su etnia o cultura. Esta situación con el desarrollo de la sociedad colonial culminó en la existencia de dos clases evidentemente diferenciadas entre sí, las cuales ofrecerán distintos contextos y formas para tratar la violencia de género, las cuales son la élite y el bajo pueblo, las clases que marcarán el desarrollo de este contexto. Respecto a la conducta social se habla de una sociedad intrínsecamente violenta, la cual se ve expresada en múltiples esferas de la sociedad, entre ellas la sociedad conyugal. Otra diferencia social trascendental es la polarización que se generará entre el mundo rural y las incipientes ciudades, las cuales tendrán mayor influencia por parte de una iglesia y monarquía en relación a la vida en la ciudad.
Las actividades laborales primordiales en el Chile colonial giran principalmente alrededor del mundo agropecuario y agrario, en base a esta situación laboral es que la hacienda será el telón principal en el que se desenvolverá la cotidianidad de las y los habitantes del territorio, además como un espacio de interacción transversal a las clases sociales, por una parte la elite visualiza en la hacienda la posibilidad de generar riquezas alrededor de estas, mientras que el mundo popular considera este espacio como una fuente de trabajo, la más relevante de la época.

## La vivienda como condicionante
La vivienda respecto a la violencia de género actúa como un factor transversal en la vida de las personas, especialmente para el mundo popular. La vivienda aún no era un asunto solucionado en el territorio de lo que hoy consideramos Chile, esta situación de precariedad se sostenía en la esfera tanto urbana como rural. La vivienda es un reflejo de una clase popular que se encuentra en constantes condiciones de precariedad, situación la cual genera como resultado la tensión, la cual actuará durante esta época como base principal de las relaciones interpersonales. Las viviendas de la colonia son descritas como incipientes con nula intimidad y habitaciones las cuales deben ser compartidas entre diversas familias, anulando la posibilidad de tener espacios privados propios para el desenvolvimiento de la vida conyugal. Este factor en el bajo pueblo colonial terminó por hacer de la violencia de género o conyugal un asunto público, con una serie de testigos que presencian constantemente hechos de violencia en las parejas y familias, interviniendo de mayor o menor grado frente a estas situaciones de abusos.
“La mayoría de los hogares se construyeron a base de barro y con techo de paja. Lo anterior se trata de una edificación de un nivel, que posee normalmente sólo una habitación, sirviendo como un dormitorio colectivo, cocina, fogón y comedor. En no pocas ocasiones la vivienda popular era aún más precaria, y se conoce como solamente en unas cuantas ramas levantadas" 

## El rol de la comunidad frente a la violencia
En esta sociedad existe una evidente ausencia de privacidad, además una lógica de honra y honor colectivo que prevalece en estos espacios populares, la comunidad visualiza y construye su propio marco moral ideal frente a un marco jurídico que no logra extenderse aún hacia los sectores populares. Es en este contexto que la sociedad colonial condena y a la vez comprende la violencia como una característica propia de su cotidianidad, sin embargo, pese a la comprensión colectiva de la violencia en múltiples ámbitos se ejercen múltiples juicios sociales frente a estas situaciones. El rol de la comunidad en la intervención o testificación frente a la violencia es clave, ya que relacionado estrechamente con la precariedad de la vivienda es que muchas y muchos vecinos y vecinas son testigos presenciales de estos hechos, lo que es fundamental en el Chile colonial, ya que estas denuncias deben ser comprobables de alguna u otra manera.
Por contraparte pese a la intervención y el juicio de la comunidad, es esta misma sociedad construida desde la masculinidad la que acepta la práctica de la violencia sobre la pareja, ya que culturalmente se le entrega al hombre una imagen tutelar correctiva, por sobre una mujer subordinada frente a su conviviente, esposo o pareja. Esta ambigüedad es una de las particularidades más destacables frente a esta dimensión de la violencia en el contexto colonial, la cual acepta la violencia, atribuye roles superiores a los hombres por sobre la mujer, sin embargo, esto no significa una aceptación de las agresiones en las relaciones afectivas.
En relación a la clase alta la situación se tratará de manera diferenciada, ya que al no convivir con la problemática del hacinamiento y falta de intimidad o privacidad las agresiones no serán tratadas de manera pública, es más en relación al aparato legal y jurídico las denuncias por parte de la clase alta son mínimas y no logran generar un impacto y trascendencia para la época, a diferencia de los casos de violencia en el mundo popular que si logra generar un impacto colectivo. Además de poseer espacios para realizar estas prácticas de violencia sin ser identificados, la clase dominante de la época soluciona este tipo de conflictos o situaciones a través de “acuerdos económicos interpersonales” con los cuales la víctima y sus familiares desisten de realizar una denuncia formal y se puede llegar a un acuerdo económico. Por otra parte, dentro de un constructo moral imaginario de la elite colonial en Chile es que se comprende que las realizaciones de las agresiones o sus denuncias son de mal gusto, dañando el honor u honra familiar tanto del agresor como de la agredida, por ende, es un factor más que relevante para entender la casi ausencia de denuncias por parte de la aristocracia. Tanto en la clase alta como popular la violencia de género o violencia contra la mujer será cada vez más socialmente cuestionada y rechazada dando entrada a un siglo XIX que promete cambios respecto a la opinión pública frente a estos casos.

## Causas relacionadas a la violencia de género
Dentro de las principales “causas” que podemos encontrar como generadores de escenas de violencia conyugal nos enfrentamos a 3 que parecieran ser preponderantes como las motivaciones que construyen esta escena. La primera es el derecho a corrección, una motivación que se sostendrá a lo largo del tiempo, y se percibirá como un derecho natural masculino, el cual si bien no autoriza la agresión si logra ser una atenuante o mínima justificación frente a las escenas de violencia, y será la principal ambigüedad para enfrentar estos casos de agresiones. Dentro del registro judicial de la época encontraremos que muchos acusados utilizarán este derecho como justificación del ejercicio de la violencia, que, si bien en la práctica no permitirá o fomentará las agresiones físicas o psicológicas sobre la mujer, si generará un imaginario de minimización y sumisión desde la mujer hacia el hombre.

### Infidelidad y adulterio
Está causante aparece frecuentemente al consultar los archivos o prensa del Chile colonial, esta figura representa una ofensa y daño casi social hacia el engañado, ya que se daña la honra y la moral del hombre tutelar al ser engañado. Significa una desobediencia social y eclesiástico, ya que el adulterio es legalmente penado hacia las mujeres, además este iría contra la moral de la iglesia y los valores sociales propios de la época.

### El consumo de alcohol
El consumo de alcohol será la motivación más presente en los casos de violencia en la colonia, si bien el consumo de bebidas etílicas no será un recurso legal para apelar frente a denuncias de agresión, si significará una justificación social. Esta causa es la más presente y reiterativa en los casos de violencia durante la colonia, en relación a la investigación sobre la violencia conyugal en la colonia el Investigador Salinas Meza establecerá que el 80% de los casos investigados por el estarán vinculados con mayor o menor intensidad a la figura del estado de embriaguez.